# Alex Gogić
Alexander „Alex“ Gogić (griechisch Αλέξανδρος Γκόγκιτς, * 13. April 1994 in Nikosia) ist ein zyprischer Fußballspieler serbischer Herkunft. Der als Innenverteidiger aktive Gogić steht beim schottischen Erstligisten FC St. Mirren unter Vertrag.

## Karriere

### Verein
Alex Gogić wurde im Jahr 1994 als Sohn des zyprischen Nationalspielers Siniša Gogić in Nikosia geboren, als dieser bei Anorthosis Famagusta unter Vertrag stand. Nachdem sein Vater zwischen 1997 und 2000 bei Olympiakos Piräus gespielt hatte, verblieb er selber bis zu seinem 19. Lebensjahr in Griechenland in der Jugend des Vereins. Im Juli 2013 wechselte er zum walisischen Swansea City, für den er in der U21 und U23 spielte.
Im Februar 2017 unterschrieb der 22-Jährige einen Vertrag bis zum Ende der Saison 2016/17 in Schottland bei Hamilton Academical. Sein Debüt für die Accies gab er am 11. März 2017 bei einer 0:4-Auswärtsniederlage gegen Heart of Midlothian. Nach einer weiteren 0:4-Niederlage gegen die Glasgow Rangers wurde sein Vertrag nach nur zwei Spielen bis Mai 2018 verlängert. Mit den Accies belegte er am Ende der Saison Platz 11 und musste in der Relegation gegen Dundee United antreten. Dabei stand Gogić zweimal über die kompletten 90 Minuten auf dem Feld und hielt mit seinem Team jeweils die Null. Durch ein Tor von Greg Docherty hielt man nach Hin- und Rückspiel mit einem 1:0 die Liga. Nachdem er sich zu Beginn der Saison 2017/18 einen Stammplatz erkämpft hatte, wurde sein Vertrag im Dezember 2017 abermals verlängert. Sein neuer Kontrakt wurde bis 2020 ausgedehnt.
Nachdem sein Vertrag bei Hamilton ausgelaufen war, wechselte Gogić innerhalb der ersten Liga in Schottland zu Hibernian Edinburgh.

### Nationalmannschaft
Alex Gogić spielte zwischen 2012 und 2013 siebenmal für die zyprische U-19-Nationalmannschaft. Am 1. Mai 2012 gab er sein Debüt gegen Estland in Tallinn, als er für Kostakis Artymatas eingewechselt wurde.